# Oreste Maggio
Oreste Maggio (Palermo, 12 december 1875 – aldaar, 6 maart 1937) was een medicus in het koninkrijk Italië. Hij was bekend voor het vervaardigen van didactisch anatomisch materiaal, volgens een techniek genoemd in het Italiaans pietrificazione of verstening.

## Levensloop
Hij was een zoon van Giovanni Maggio en Matilde Salafia, alsook een neef van Alfredo Salafia (1869-1933), een medicus die lijken balsemde. In 1901 behaalde Maggio het diploma van medicus aan de universiteit van Palermo. Voor zijn eindwerk had hij de hulp van zijn oom ingeroepen. Zijn eindwerk behandelde de balseming van lichaamsdelen met de techniek die hij pietrificazione of verstening noemde. 
Afgestudeerd had Maggio had een medische praktijk in een viertal ziekenhuizen in Palermo. Hij werkte op de afdelingen chirurgie, verloskunde, oogheelkunde, psychiatrie en op de tuberculoseafdeling. In het ziekenhuis werkte hij telkens samen met apothekers en scheikundigen die hem hielpen om fragmenten van lijken te balsemen. Hij publiceerde enkele kleine wetenschappelijke artikels over dit werk. In 1908 werden zijn anatomische stukken tentoon gesteld in de Espozione del Lavoro e dell’Industria in Rome. Het leverde hem de Gouden Medaille van wetenschappelijke verdienste op. De jury interesseerde zich in zijn techniek van verstening. Het jaar nadien exposeerde Maggio in Londen in de International Exhibition of Modern Arts and Industry, alsook in Milaan.
Vanaf de Eerste Wereldoorlog stopte Maggio met de productie van anatomische werken. Hij vond dit werk niet meer compatibel met zijn katholiek geloof. Hij vernietigde de scheikundige formules van de producten waarmee hij de verstening uitvoerde.
Na de oorlog werkte hij in Ficarazzi als huisarts; hij legde zich toe op de behandeling van malaria.